# マイケル・サラザール
マイケル・サラザール（Michael Salazar 、1992年11月15日 - ）は、アメリカ合衆国出身のベリーズ代表プロサッカー選手。マイアミFC所属。ポジションはFW。

## クラブ経歴
2016年のMLSスーパードラフトで、2巡目(全体24人目) にモントリオール・インパクトの指名を受けプロ契約を締結。
2019年3月14日、ヒューストン・ダイナモのリザーブチームであるリオグランデ・バレーFCに移籍。6月10日、ヒューストン・ダイナモ（トップチーム）に昇格することが発表された。
2023年1月3日、マイアミFCに移籍した。

## 代表歴
2013年6月11日、グアテマラ代表との試合でベリーズ代表デビュー。
2週間後、2013 CONCACAFゴールドカップ参加メンバーに選出された。同大会では3試合に出場した。
2018年3月22日、グレナダ代表とのフレンドリーマッチで代表初ゴールを決めた。

## 人物
生まれはニューヨークだが、生後すぐに両親の祖国であるベリーズに引っ越し、18歳まで同国で過ごした。その後再びアメリカに渡り、カリフォルニア州の高校を卒業した。